# Кана-Бийик, Андре
Андре Кана-Бийик (фр. André Kana-Biyik; 1 сентября 1965, Сакбаене) — камерунский футболист, защитник. Победитель Кубка африканских наций 1988 года. Отец футболиста Жана-Армеля Кана-Бийика и старший брат Франсуа Омам-Бийика.

## Карьера

### Клубная
Кана-Бийик начал профессиональную карьеру в 1986 году в клубе «Диамант Яунде». С 1988 по 1994 год он играл во Французской Лиге 1 за «Мец» и «Гавр». В Лиге 1 он сыграл в 93 матчах и забил 7 голов.

### Сборная
В составе национальной сборной Камеруна он участвовал на чемпионате мира в 1990 и 1994 годах. Был удалён с поля в первом матче Камеруна на Кубке мира 1990 года против Аргентины, в котором была одержана победа со счётом 1:0. Победный гол забил его родной брат Франсуа Омам-Бийик. Также участвовал на Кубках африканских наций. В 1986 году стал финалистом Кубка африканских наций, а в 1988 году он смог выиграть турнир.

## Достижения
Сборная Камеруна
- Победитель Кубка африканских наций: 1988
- Финалист Кубка африканских наций: 1986